# Bildvinkel (rörlig bild)
Bildvinkel - den inspelade bilden i en film/video får olika utseende beroende på vilken bildvinkel som filmfotografen/regissören har valt, bildvinkeln beror bl.a. på kamerans placering.
Några exempel på olika bildvinklar.
- Fågelperspektiv
- Grodperspektiv
- Objektiv kamera
- Normalperspektiv
- Subjektiv kamera

Se även bildvinkel för en teknisk beskrivning.